# Алькен Оспанова
Альке́н Оспа́нова (каз. Әлкен Оспанов) — село у складі Жетисайського району Туркестанської області Казахстану. Входить до складу Казибек-бійського сільського округу.
У радянські часи село було частиною села Отділення № 5 совхоза Джетисайський, до 2006 року — Амангельди.
Населення — 2125 осіб (2021; 2133 у 2009, 1900 у 1999, 1565 у 1989).